# Flavia (marque)

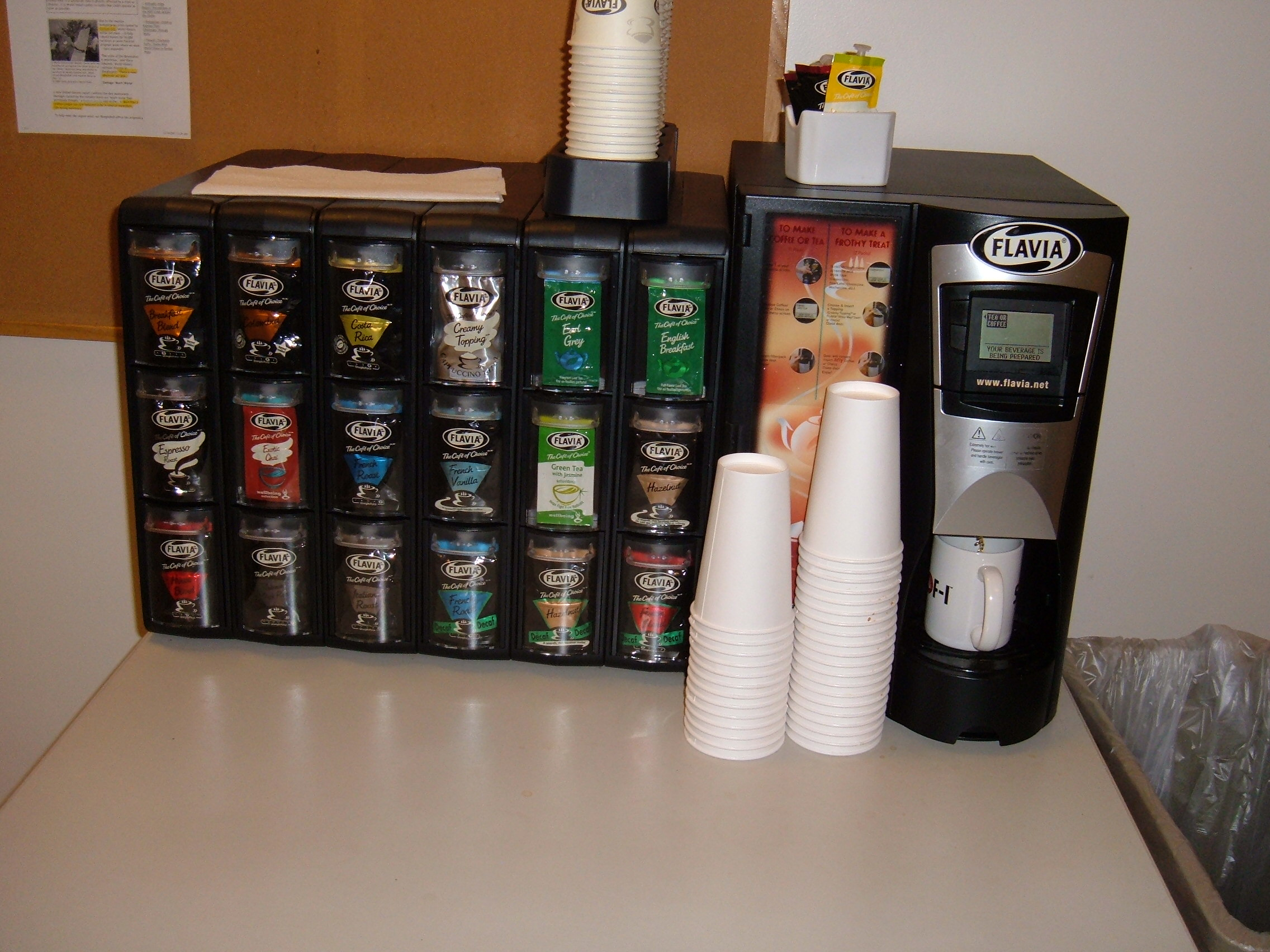
Une machine Flavia

Flavia est une marque de machines électroniques de Mars Incorporated produisant des boissons chaudes telles que du café, thé, chocolat chaud, cappuccino, latte macchiato ou chai.

## Histoire
Flavia lancea son premier brasseur en 1984.
- 1982 : le premier Filterpack est produit à Basingstoke, Royaume-Uni
- 1992 : lancement de la marque au Japon
- 1996 : lancement de la marque aux États-Unis
- 1997 : lancement de la marque au Canada

### Filterpack
La technique brevetée Flavia brasse des boissons à partir d'un seul sachet, appelé filterpack, signifiant que le sachet contient le marc de la boisson mais est aussi le filtre et la chambre d'infusion. La boisson peut ensuite couler directement dans le réceptacle (habituellement un gobelet) plutôt qu'à travers un canal commun à chaque boisson qui entacherait le goût avec celle de la boisson brassée ou infuse précédemment.
Les filterpacks sont scellés avec de l'aluminium protégeant ainsi de l'oxygène et de l'humidité les marcs de café et de thé. Par rapport aux systèmes traditionnels Flavia évite la salissure provoquée par les marcs de café grâce à un entretien minimal et aucun nettoyage nécessaire entre les boissons.